# José Fernández Cruzado
José Fernández Cruzado (Cádiz, 1786 - Cádiz, 1869) fue un  cirujano  español que entroncó, por matrimonio, con una importante familia criolla de Maracaibo, los Gutiérrez de Celis. Estudió en el Real Colegio de Medicina y Cirugía de su ciudad natal en los años previos a la invasión napoleónica. Acompañó a los Ejércitos realistas en los campos de batalla contra la insurgencia americana, pero emancipadas las colonias de Tierra Firme de España se instaló en Cuba, donde contribuyó al desarrollo de la ciencia médica en dicha isla. Fue el autor del primer trabajo de oftalmología de Cuba, además de ser uno de los más destacados investigadores de la fiebre amarilla en la isla en la primera mitad del siglo XIX. Dirigió el Hospital de Caridad de Santiago de Cuba. Su padre fue el escultor y académico José Fernández Guerrero, primer director de la Academia de Bellas Artes de Cádiz. Y un hermano mayor que él, Joaquín Manuel Fernández Cruzado, fue un reconocido pintor español de la época, considerado el precursor del romanticismo pictórico en España.